# Cibadak (Ciampea)
Cibadak is een bestuurslaag in het regentschap Bogor van de provincie West-Java, Indonesië. Cibadak telt 11.082 inwoners (volkstelling 2010).